# Wraith: The Oblivion
Wraith: The Oblivion è un gioco di ruolo pubblicato dalla White Wolf nel 1994, ambientato nel Mondo di tenebra classico. Il gioco non è mai stato tradotto in italiano.  Il gioco non ha avuto molta fortuna negli Stati Uniti e per questo la sua linea è stato chiusa prima della chiusura dell'intera serie del Mondo di tenebra classico.

## Caratteristiche
I giocatori sono chiamati ad interpretare i wraith o fantasmi, esseri che per qualche motivo (forse l'aver lasciato qualcosa in sospeso nella propria vita passata?) sono bloccati nelle Terre dell'Ombra (Shadowlands). Sono morti, ma non sono riusciti a raggiungere né l'inferno né il paradiso. In questo vero e proprio purgatorio convivono quindi esseri umani di varie epoche che sono alla ricerca della salvezza o forse del modo per non essere dimenticati e cadere vittime dell'Oblio eterno, la dimenticanza.
I wraith non sono però da soli nel loro viaggio: durante il trapasso dalla vita mortale allo stato di fantasma, la parte peggiore della persona, liberata dalle catene della carne, ora è diventata reale. Questa è l'ombra (Shadow) un'entità che può aiutare il wraith nel suo cammino anche se in realtà il suo scopo è uno solo: prendere il controllo. Un'interessante meccanica a tal riguardo è appunto quella che permette ad un altro giocatore di interpretare l'ombra e quindi diventare la coscienza tentatrice e malvagia dietro alle azioni del personaggio.

## Ambientazione
A differenza di altri giochi del Mondo di tenebra le wraith non sono predatori come i vampiri o maghi alla ricerca del potere. Sono esseri solitari che si riuniscono in gilde o associazioni o in altre strutture sociali solo per non cadere preda della solitudine e degli altri pericoli che attanagliano le terre dell'ombra. I wraith si muovono dunque in un mondo parallelo alla terra, in cui possono vedere con poco sforzo quello che succede nel nostro mondo, ma separati da esso dal Sudario, una barriera che impedisce loro di interagire. Solo tramite dei poteri le wraith sono in grado di manifestarsi nel mondo reale. L'esistenza delle wraith e quindi il gioco si svolge alla ricerca di quello che sta nel passato prima della morte del personaggio: amore, famiglia, lavoro, amicizia. Tutto questo in un turbinio di emozioni che possono o redimere la wraith o dannarla per sempre.

## Atmosfera
Il gioco è molto difficile, questo va spiegato subito. Principalmente perché non ha nulla a che spartire con giochi fantasy o con lo stesso vampire. Le Wraith sono esseri tristi, malinconici che cercano un modo per arrivare oltre lo stato di sospensione nella quale sono bloccate e nel frattempo cercano di non perdere ogni legame col mondo reale. L'oblio, i sentimenti, le emozioni negative e positive, la moralità sono elementi che caratterizzano il gioco in modo intimo e stretto, oltre a tutti gli elementi di contorno e di motore per le avventure, come ad esempio I signori dei morti che governano le necropoli nelle terre d'ombra, gli spettri (wraith sulle quali l'ombra ha preso il sopravvento), o mille altri piccoli particolari.

## Libri pubblicati
- Wraith: The Oblivion, 1994, WW6000, 1-56504-133-X
- Wraith Storyteller's Kit, 1994, WW6002, 1-56504-168-2
- Love Beyond Death, 1994, WW6004, 1-56504-611-0
- The Face of Death, 1994, WW6005, 1-56504-122-4
- Haunts, 1994, WW6060, 1-56504-610-2
- Wraith Players Kit, 1994, WW6100, 1-56504-132-1
- Midnight Express, 1994, WW6101, 1-56504-156-9
- Necropolis: Atlanta, 1994, WW6200, 1-56504-164-X
- Sea of Shadows, 1995, WW6006, 1-56504-612-9
- Wraith Players Guide, 1995, WW6007, 1-56504-601-3
- The Quick & the Dead, 1995, WW6008, 1-56504-613-7
- The Hierarchy, 1995, WW6009, 1-56504-614-5
- Guildbook: Artificers, 1995, WW6300, 1-56504-661-7
- Guildbook: Sandmen, 1995, WW6301, 1-56504-662-5
- Dark Kingdom of Jade, 1995, WW6010, 1-56504-615-3
- Guildbook: Masquers, 1995, WW6011, 1-56504-604-8
- Dark Kingdom of Jade Adventures, 1995, WW6012, 1-56504-617-X
- Reflections: Spectres, 1995, WW6902, 1-56504-650-1
- The Risen, 1996, WW6302, 1-56504-663-3
- Wraith: The Oblivion, 2nd Ed., 1996, WW6600, 1-56504-600-5
- Buried Secrets, 1996, WW6601, 1-56504-603-X
- Shadow Players Guide, 1997, WW6013, 1-56504-602-1
- Mediums: Speakers with the Dead, 1997, WW6102, 1-56504-619-6
- Guildbook: Haunters, 1997, WW6303, 1-56504-604-8
- Guildbook: Pardoners and Puppeteers, 1997, WW6304, 1-56504-665-X
- Charnel Houses of Europe: The Shoah, 1997, WW6903, 1-56504-651-X
- Guildbook: Spooks and Oracles, 1998, WW6305, 1-56504-666-8
- Doomslayers: Into the Labyrinth, 1998, WW6064, 1-56504-635-8
- Renegades, 1998, WW6065, 1-56504-636-6
- The Book of Legions, 1998, WW6063, 1-56504-652-8
- World of Darkness: Tokyo, 1998, WW6103, 1-56504-633-1
- Wraith: The Great War, 1999, WW6800, 1-56504-634-X
- Ends of Empire, 1999, WW6014, 1-56504-618-8